# Raymonde Carasco
Raymonde Carasco est une universitaire, écrivaine et cinéaste française née le 19 juin 1939 à Carcassonne et morte le 2 mars 2009 à Toulouse.
Un hommage lui a été rendu par la Cinémathèque française en septembre et octobre 1999 et lors du festival Cinéma du réel en mars 2014, sous l'impulsion de Nicole Brenez.

## Biographie
Raymonde Carasco est née à Carcassonne en 1939, fille d'un maçon espagnol. De 1960 à 1964, elle est élève de l'École normale supérieure de Fontenay-Saint-Cloud. En 1964, elle obtient l'agrégation de philosophie. 
De 1964 à 1970, elle exerce en qualité de professeur de philosophie dans différents lycées, à Bayonne-Biarritz, Châteauroux, Toulouse. En 1970, elle obtient un poste d'assistante à l'Université de Toulouse-II-Le Mirail en U.E.R. de philosophie. Elle enseigne essentiellement l'esthétique du cinéma. Enseignement et recherche visent à construire une esthétique du cinéma à partir de textes de la  philosophie et de l'esthétique traditionnelles, des écrits et des films des cinéastes majeurs. Elle effectue des recherches sur un concept de montage Sergueï Eisenstein, la Pensée-Cinéma.
En 1975, elle obtient son doctorat de troisième cycle sous la direction de Gérard Granel (jury: Gérard Granel, Roland Barthes, Mikel Dufrenne). Sa thèse, intitulée La fantastique des philosophes, est un essai sur la théorie de Sergueï Eisenstein. Le concept pose la question du montage cinématographique dans ses rapports avec la pensée, selon un double volet : un volet proprement philosophique (à partir de la question de « l'imagination matérielle », de « la fantasia » dans l'écriture de Jean-Jacques Rousseau, Giambattista Vico, Emmanuel Kant, Georg Wilhelm Friedrich Hegel), et un volet cinématographique, au sens eisensteinien du montage : le montage comme principe de la forme cinématographique, dans le cinéma proprement dit bien sûr, mais aussi les autres arts et la littérature. En 1977, elle réalise une adaptation au cinéma de Gradiva, l’œuvre de Wilhelm Jensen, et se rend au Mexique, avec son mari, l'opérateur et monteur Régis Hébraud, à la recherche des traces de Que Viva Mexico!. Ils vont également à la rencontre des Indiens du nord du Mexique, les Tarahumaras, rendus célèbres par les textes d'Antonin Artaud à leur propos.
En 1978, elle est filmée par Gérard Courant pour son anthologie Cinématon. En 1984, elle est nommée maître de conférences d'esthétique du cinéma (18° section) à l'UFR de philosophie de l'université de Toulouse-II-Le-Mirail. 
En 1992, elle obtient l'habilitation à diriger des recherches, et présente une thèse, dans la continuité de ses travaux précédents, intitulée L'idée de montage et l'expérience de l'écriture, à Paris VIII, sous la direction de Marie-Claire Ropars-Wuilleumier. le président du jury est Jacques Rancière et les autres membres du jury : Dominique Noguez, Jean-Louis Leutrat, Jean-Claude Mathieu.
Entre 2000 et 2002, elle est professeur à l’Université de Lille III, 18° section, Études cinématographiques. En novembre 2000 - janvier 2001, elle est chargée du séminaire « De la création des corps cinématographiques. Écriture / cinéma / philosophie » au Collège international de philosophie, à Paris.
Pour les Cahiers du cinéma, Raymonde Carasco aura été « une des grandes figures du cinéma expérimental en France ».

## Filmographie

### Courts métrages
- 1979 : Gradiva Esquisse I[4]
- 1979 : Tarahumaras 78
- 1980 : Tutuguri. Tarahumaras 79
- 1985 : Yumari. Tarahumaras 84
- 1996 : Artaud et les Tarahumaras

### Longs métrages
- 1982 : Los Pintos. Tarahumaras 82
- 1990 : Rupture
- 2003 : Tarahumaras 2003. La Fêlure du temps

## Publications
- Hors-cadre Eisenstein, Macula, 1979
- Le Portrait ovale, Chambéry, Éditions Comp'Act, 1996
- « Les vitesses infinies de la pensée (modes d’accès) », in Jeune, Dure et Pure ! Une histoire du cinéma d’avant-garde et expérimental, Paris/Milan, Cinémathèque française/Mazzotta, 2000
- Dans le bleu du ciel. Au pays des Tarahumaras (1976-2001), préface de Nicole Brenez, François Bourin, 2014